# Nitroxolina
Nitroxolina è un antibiotico, un agente chimicamente simile ai derivati ossochinolinici, dotato di proprietà antibatterica ed antifungina. Il farmaco è stato in uso in Europa per circa cinquant'anni, e ha dimostrato di essere molto efficace nel combattere le infezioni da biofilm. Il farmaco è stato utilizzato prevalentemente per il trattamento delle infezioni delle vie urinarie.

## Chimica
Il composto si presenta come una polvere cristallina di colore giallo. Nitroxolina è moderatamente solubile nell'etanolo e nell'etere mentre è invece molto solubile negli alcali e nell'acido cloridrico a caldo.

## Farmacodinamica
Nitroxolina è in caso di causare una diminuzione della densità del biofilm di P. aeruginosa, similmente a quanto accade con EDTA, e questa modificazione in vivo consente il controllo ed il debellamento dell'infezione da parte del sistema immunitario.

Si ritiene che la molecola funzioni da chelante degli ioni Fe++ e Zn++ dalla matrice del biofilm.

Lo spettro d'azione di nitroxolina comprende diversi microrganismi patogeni come, per esempio, Escherichia coli, Ureaplasma urealyticum, Mycoplasma hominis, Candida albicans. Molti ceppi di Staphylococcus e Proteus non sempre sono sensibili al farmaco, oppure hanno sviluppato resistenza. Pseudomonas, Serratia, Klebsiella, Providencia spp. e gli anaerobi, in genere, risultano sempre resistenti.

## Farmacocinetica
A seguito di somministrazione per via orale la molecola viene ampiamente assorbita dal tratto gastrointestinale. La biodisponibilità si aggira intorno al 90%. La concentrazione plasmatica massima (Cmax) si ottiene 1,5-2 ore dopo assunzione orale di una dose di 200 mg e determina un picco di concentrazione plasmatica di 4-4,7 µg/ml. L'emivita risulta approssimativamente di 2 ore. Il composto si lega alle proteine plasmatiche in quantità modesta (circa il 10%). 
Nell'organismo nitroxolina viene metabolizzata prevalentemente a livello epatico ove viene convertita in alcuni derivati coniugati con acido glucuronico e con solfati.

L'eliminazione avviene attraverso l'emuntorio renale, principalmente per filtrazione glomerulare: il 5% viene escreto come molecola immodificata ed il 95% in forma coniugata. 
A distanza di circa 2-4 ore dalla somministrazione di una singola dose di 200 mg le concentrazioni urinarie raggiungono valori medi di 200 µg/ml e restano superiori a 30 µg/ml per almeno 12 ore.

## Usi clinici
Nitroxolina è indicata nel trattamento delle infezioni del tratto urinario (cistiti, uretriti ed ureteriti) sostenute da batteri o funghi sensibili. Si è rivelata utile nel trattamento dell'encefalite amebica granulomatosa da Balamuthia mandrillaris.

## Dosi terapeutiche
Nel soggetto adulto il farmaco viene somministrato per via orale, al dosaggio usuale di una compressa (compresse da 150 e 250 mg) 2-3 volte al giorno per un dosaggio totale variabile da 300 a 750 mg/die. La molecola è spesso somministrata in associazione con sulfametizolo.

## Effetti collaterali e indesiderati
In corso di trattamento con nitroxolina si possono manifestare effetti avversi di natura gastrointestinale quali dispepsia, nausea, vomito, dolore addominale ed epigastrico, diarrea. Questi fenomeni non sono preoccupanti, si manifestano con maggiore facilità nelle terapie prolungate nel tempo e normalmente non richiedono l'interruzione del trattamento.
In alcuni pazienti sono state segnalate reazioni avverse neurologiche come cefalea, vertigine, disturbi del sonno, tremore, confusione mentale, disorientamento, reazione ansiosa, alterazioni dell'umore e depressione.
Raramente si possono manifestare reazioni da ipersensibilità ed in particolare prurito, rash cutaneo, orticaria.

## Controindicazioni
Il composto è controindicato nei soggetti con ipersensibilità nota al principio attivo, oppure ad uno qualsiasi degli eccipienti presenti nella formulazione farmacologica. Controindicato anche in caso di insufficienza renale o epatica. 
Nitroxolina non deve essere somministrata in concomitanza con altri composti derivati idrossichinolinici.

## Avvertenze
Il trattamento con nitroxolina non deve essere protratto per un periodo di tempo superiore alle quattro settimane.

## Attività antitumorale
Le attività chelanti di nitroxolina sono stati indagate anche in campo oncologico. Nitroxolina ha dimostrato di essere più citotossica rispetto a clioquinolo e altri derivati della 8-idrossichinolina su linee cellulari HL60, DHL-4, Panc-1, e A2780.
Ha anche dimostrato un aumento della produzione di molecole ROS (specie reattive dell'ossigeno) rispetto ai controlli, specialmente quando è stato aggiunto Cu2+. 
I livelli di ROS hanno superato il 350% rispetto ai controlli con l'aggiunta di CuCl2.